# Acropsilus protractus
Acropsilus protractus är en tvåvingeart som beskrevs av Robinson 1963. Acropsilus protractus ingår i släktet Acropsilus och familjen styltflugor. Inga underarter finns listade i Catalogue of Life.